# Rexanthony
Rexanthony, pseudonimo di Anthony Bartoccetti (Fabriano, 1º settembre 1977), è un musicista e produttore discografico italiano.

## Biografia
Sin da bambino si interessa alla musica e nel 1990 inizia a studiare pianoforte. Nel 1991 pubblica il suo primo singolo, Gas Mask, che viene eseguito al Cocoricò di Riccione. Dopo questo disco, si dedica alla produzione di altri singoli che vengono successivamente raccolti nell'album Mega Dance nel 1992. Nello stesso anno pubblica il singolo For You Marlene, che viene inserito in varie compilation internazionali, tra cui Thunderdome. Nel 1994 Anthony diventa il rappresentante e produttore unico della serie di album Techno Shock, producendo i volumi dal 4 al 10. Nello stesso anno entra a far parte del team produttivo legato al club Cocoricò di Riccione e nei due anni successivi pubblica le raccolte Cocoricò Two e Cocoricò Three. Alcuni singoli estratti dall'album, in particolare Capturing Matrix, vengono trasmessi su MTV. In occasione del Capodanno 1995, Rexanthony si esibisce in occasione della festa di Radio Deejay al Mediolanum Forum di Assago, trasmessa anche da Italia 1.
Nel 2018 mette in pausa la produzione di album e singoli per iniziare una serie di collaborazioni con altri DJ. Nel 2020 riprende la produzione musicale pubblicando una serie di remix del suo singolo Capturing Matrix. Nel 2021 pubblica due nuovi singoli, Rise Again e Run for Freedom. Nello stesso anno diventa direttore artistico dell'etichetta Resilienza, appartenente a Ozono Records.

## Discografia

### Album
- 1992 – Mega Dance
- 1994 – Technoshock Four
- 1994 – Cocoricò Two
- 1995 – Technoshock Five
- 1995 – Cocoricò Three
- 1996 – Technoshock Six
- 1996 – Technoshock Seven
- 1997 – Fine Pleasure
- 1998 – Audax
- 2000 – Technoshock Eight
- 2001 – Hardcorized
- 2001 – Technoshock Nine
- 2002 – Technoshock Ten
- 2008 – War Robots
- 2010 – Drag Me To Hard

### Raccolte
- 1998 – Earthquake (Hard Collection)
- 2003 – Capturing Future
- 2007 – Memorabylia (The Greatest Hits)
- 2012 – Platinum Collection

### Singoli e E.P.
- 1991 – Gas Mask
- 1991 – After Hours
- 1992 – For You Marlene
- 1992 – An.Tho.Ny
- 1992 – Next Objective
- 1993 – Boxing Columbia
- 1993 – Generaction
- 1994 – Menticide
- 1994 – Superyou
- 1994 – This Is Not Music, This Is A Trip
- 1995 – Cocoacceleration
- 1995 – Capturing Matrix
- 1995 – Polaris Dream
- 1996 – Techno Shock Six - X
- 1996 – Techno Shock Six - Y
- 1996 – Techno Shock Six - Z
- 1996 – Techno Shock Seven
- 1996 – Navigator
- 1997 – I Don't Give A Damn
- 1997 – Fine Pleasure
- 1998 – Audax
- 1999 – Technopolis
- 2000 – Myphuture
- 2001 – Drugs Observation E.P.
- 2001 – Hardcorized E.P. Vol.1
- 2001 – Hardcorized E.P. Vol.2
- 2001 – The Rapture
- 2002 – Kannabis Free
- 2002 – Krimesquad
- 2003 – Capturing Matrix (RMX 2003)
- 2003 – Capturing Matrix (2003 Hard Remixes)
- 2003 – The Symbol (Hard Cult 2003)
- 2004 – The Symbol 2004
- 2013 – Electronic Generation
- 2013 – Electronic Generation (Remix)
- 2014 – Introducing Chromosome
- 2015 – Colors
- 2016 – Deviens Folle (con Principe Maurice)
- 2016 – The Noizer
- 2018 – E.D.N. (con Francesco Zeta)
- 2018 – Across The Land (con The Twins Artcore)
- 2020 – Capturing Matrix (Remixes)
- 2021 – Rise Again (con Pilot Of The Dreams & Ricci JR)
- 2021 – Run For Freedom (con Pilot Of The Dreams)